# لوسي سيكي
لوسي سيكي (27 مارس 1939 - 23 يونيو 2017) (بالبرتغالية: Lucy Seki‏) هي لغوية برازيلية كانت متخصصة في اللغات الأصلية للأمريكتين. ألّفت نحوا خاصا بلغة كامايورا (Kamayurá language).

## مسيرتها
حصلت لوسي سيكي على درجة الماجستير والدكتوراه في اللسانيات من الجامعة الروسية لصداقة الشعوب في موسكو. كما حصلت على درجة البكالوريوس في التاريخ من جامعة ميناس جيرايس الاتحادية، كما قامت بدراسات ما بعد الدكتوراة في جامعة تكساس في أوستن. كانت أستاذاً كاملاً في جامعة محافظة كامبيناس (UNICAMP) في البرازيل.
في عام 2010، تم انتخابها عضوا فخريا في جمعية اللسانيات الأمريكية لمساهمتها البارزة في هذا المجال.

## روابط خارجية
- Coleção Lucy Seki: papers by Lucy Seki at the Curt Nimuendaju Digital Library
- Lucy Seki's profile at Etnolinguistica.Org's Directory of South Americanists